# Nut Lake (Saskatchewan)
Der Nut Lake ist ein 18 km² großer See im Osten der kanadischen Provinz Saskatchewan.

## Lage
Der Nut Lake befindet sich etwa 200 km östlich der Stadt Saskatoon. Rose Valley, der nächstgelegene Ort, liegt knapp 8 km südwestlich des Sees. Am Ostufer und am Südufer befinden sich Indianerreservate der Yellow Quill First Nation. Der Nut Lake liegt in der Prärie. Er ist von Feuchtgebieten umgeben.
Der etwa 535 m hoch gelegene Nut Lake besitzt eine Längsausdehnung in Nord-Süd-Richtung von 12 km sowie eine maximale Breite von 1,3 km. Der Pipestone Creek mündet in das südliche Seeende. Der Prairie Butte Creek bildet den Abfluss des weiter östlich gelegenen Little Nut Lake und mündet in das südliche Ostufer. Der Red Deer River entwässert den Nut Lake an dessen nördlichen Seeende und fließt dem Winnipegosissee zu. Am nördlichen Seeufer befindet sich am Ausfluss in den Red Deer River ein Abflusskontrollbauwerk (⊙). Das Einzugsgebiet des Nut Lake beträgt 1870 km², das effektive Einzugsgebiet 1130 km².